# Pau (Pireneje Atlantyckie)
Pau (wymowaⓘ, po) – miasto i gmina we Francji, stolica departamentu Pireneje Atlantyckie, znajdującego się w regionie Nowa Akwitania; było również stolicą dawnej prowincji Béarn. Miejscowość położona na skraju płaskowyżu, ponad doliną potoku Pau, czerpie dochody głównie ze spa oraz turystyki.
W Pau znajduje się zamek, będący miejscem narodzin Henryka IV, króla Francji w latach 1589–1610. Obecnie miejsce to jest siedzibą muzeum, zawierającego wspaniałą kolekcję gobelinów – drugie muzeum w mieście jest usytuowane w domu rodzinnym marszałka Jeana Bernadotte, późniejszego króla Szwecji.
Według danych na 1990 gminę zamieszkiwało 82 157 osób, a gęstość zaludnienia wynosiła 2607 osób/km² (wśród 2290 gmin Akwitanii Pau plasuje się na 2. miejscu pod względem liczby ludności, natomiast pod względem powierzchni na miejscu 264.).

## Miasta partnerskie[2]
- Saragossa, Hiszpania
- Mobile, Stany Zjednoczone
- Pistoia, Włochy
- Kōfu, Japonia
- Setúbal, Portugalia
- Swansea, Walia
- Getynga, Niemcy
- Daloa, Wybrzeże Kości Słoniowej
- Xi’an, Chińska Republika Ludowa